# Expérience (groupe)
Pour les articles homonymes, voir Expérience (homonymie).
Expérience est un groupe de rock français. Il est formé en 2000 par Michel Cloup, ancien membre de Diabologum et Francis Esteves, membre de Téléfax et label manager de Dora Dorovitch. Ils ont réalisé plus de 150 concerts en France, Espagne, Belgique, Italie, Suisse et Russie. Sur scène, des projections vidéos réalisées par Widy Marché illustrent les chansons.

## Biographie
Le groupe est au départ composé de Michel Cloup (guitare, chant et samples), Francis Esteves aka Cisco (basse), Patrice Cartier (batterie) et Widy Marché (guitare). Leur style musical est un mélange de rock pur, électronique, où les paroles tiennent une place importante. Michel Cloup la définit comme une base rock avec des influences diverses.
Expérience publie son premier album studio, Aujourd'hui maintenant en 2001. En mars 2004, le groupe publie son deuxième album studio, Hémisphère gauche, qui est plutôt bien accueilli par la presse spécialisée française,,
En 2005 sort l'album Positive Karaoke with a Gun/Negative Karaoke with a Smile. En 2006, Widy Marché quitte le groupe pour se consacrer à d'autres projets musicaux et Expérience devient un trio. En 2008 sort le dernier album du groupe en date, Nous (en) sommes encore là. Le groupe n'existe plus, Michel Cloup ayant sorti en 2011 l'album Notre silence sous son seul nom, bien qu'accompagné dans l'aventure par Patrice Cartier. Francis Esteves, après avoir créé le projet franco-américain Binary Audio Misfits, poursuit sa carrière en tant que beatmaker sous les pseudonymes de We Are Disco Doom Revenge et Cisco. Il a participé à nombreux autres projets et productions artistiques, dont Dum Spiro (en collaboration avec Zedrine), Lombre, Dervish Tandances.

## Discographie
- 2001 : Aujourd'hui maintenant (Lithium)
- 2004 : Hémisphère gauche
- 2005 : Positive Karaoke with a Gun/Negative Karaoke with a Smile (Boxson/Discograph, Green UFOS)
- 2008 : Nous (en) sommes encore là (Boxson/Discograph, Green UFOS)